# Survivor Series 1995
Survivor Series (1995) was een professioneel worstel-pay-per-view (PPV) evenement dat georganiseerd werd door de World Wrestling Federation (WWF, nu WWE). Het was de 9e editie van Survivor Series en vond plaats op 19 november 1995 in het USAir Arena in Landover, Maryland.

## Matches
| Nr. | Match | Winnaar(s)                                                     | Opmerkingen                                                            | Bron  |
| --- | --- | -------------------------------------------------------------- | ---------------------------------------------------------------------- | ----- |
| 1D  | The Smoking Gunns (Billy Gunn & Bart Gunn) vs. The Public Enemy (Rocco Rock & Johnny Grunge)                                                                                               | The Smoking Gunns                                              | Tag Team Dark match.                                                   | [ 2 ] |
| 2   | The BodyDonnas (1-2-3 Kid, Dr. Tom Prichard, Rad Radford & Skip) (met Sunny & Ted DiBiase) vs. The Underdogs (Barry Horowitz, Bob Holly, Hakushi & Marty Jannetty)                         | The BodyDonnas                                                 | 4-tegen-4 Survivor Series elimination match.                           | [ 3 ] |
| 3   | Aja Kong, Bertha Faye, Lioness Asuka & Tomoko Watanabe (met Harvey Wippleman) vs. Alundra Blayze, Chaparita Asari, Kyoko Inoue & Sakie Hasegawa                                            | Aja Kong, Bertha Faye, Lioness Asuka & Tomoko Watanabe         | 4-tegen-4 Survivor Series elimination match.                           | [ 3 ] |
| 4   | Goldust vs. Bam Bam Bigelow | Goldust                                                        | Eén-op-één match.                                                      | [ 3 ] |
| 5   | The Darkside (Fatu, Henry O. Godwinn, Savio Vega & The Undertaker) (met Paul Bearer) vs. The Royals (Hunter Hearst Helmsley, Isaac Yankem, DDS, Jerry Lawler and King Mabel) (with Sir Mo) | The Darkside                                                   | 4-tegen-4 Survivor Series elimination match.                           | [ 3 ] |
| 6   | Ahmed Johnson, The British Bulldog, (met Jim Cornette) Shawn Michaels & Sycho Sid (met Ted DiBiase) vs. Dean Douglas, Owen Hart, Razor Ramon & Yokozuna (met Mr. Fuji)                     | Ahmed Johnson, The British Bulldog, Shawn Michaels & Sycho Sid | 4-tegen-4 Survivor Series elimination match.                           | [ 3 ] |
| 7   | Bret Hart vs. Diesel (c) | Bret Hart (nc)                                                 | No Disqualification match voor het WWF World Heavyweight Championship. | [ 3 ] |